# مزرعه گوهرچینک
مزرعه گوهرچینک یک منطقهٔ مسکونی در ایران است که در دهستان سگزآباد واقع شده‌است.